# August Wiesinger (Theologe)
Johann Tobias August Wiesinger (* 7. August 1818 in Artelshofen; † 9. Februar 1908 in Göttingen) war ein deutscher evangelisch-lutherischer Theologe und Hochschullehrer für Neues Testament.

## Leben
Wiesinger besuchte das Königliche Gymnasium Nürnberg. Er studierte ab 1838 an der Friedrich-Alexander-Universität Erlangen Evangelische Theologie und wurde Mitglied der CStV Uttenruthia Erlangen. Er wechselte an die Friedrich-Wilhelms-Universität zu Berlin. Nach dem Studium war er Pfarrer in Untermagerbein und Bayreuth. Er habilitierte sich 1847 in Erlangen, nachdem er im selben Jahr zum Lic. theol. promoviert worden war. 1860 übernahm er den Lehrstuhl für Neues Testament an der Georg-August-Universität Göttingen. Er führte Hermann Olshausens Biblischen Kommentar über das Neue Testament nach dessen Tod mit August Ebrard fort. Mit Karl Knoke bot er ein Katechetisches Seminar an, das auch Ernst Troeltsch als Student belegte. Er wurde Mitglied des Erlanger Wingolf (1850) und Ehrenphilister des Göttinger Wingolf (1868).
Mit seiner Frau Agnes Ranke (* 12. März 1827 in Rückersdorf (Mittelfranken); † 12. März 1916 in Göttingen) hatte er acht Kinder. Der Sohn Julius Ferdinand Ernst August Wiesinger (1850–1922) war Chirurg und Oberarzt (Chef) in Hamburgs altem Allgemeinen Krankenhaus.

## Schriften
- Hermann Olshausen, nach dessen Tode fortgeführt durch August Ebrard, August Wiesinger: Biblischer Commentar über sämtliche Schriften des Neuen Testaments, ab 1830 (1839). Darin:
  - Die Briefe des Apostels Paulus an die Philipper, an Titus, Timotheus und Philemon, 1850.
  - Der Brief des Jakobus, 1854.
- De consensu locorum Gal. II. et Act. XV., 1847.